# Riserva naturale Tocchi
La riserva naturale Tocchi è un'area naturale protetta della regione Toscana istituita nel 1977.
Occupa una superficie di 575,00 ha nella provincia di Siena, nella zona della frazione di Tocchi nel comune di Monticiano.

## Fauna
La fauna locale comprende daini (Dama dama), caprioli (Capreolus capreolus), cinghiali (Sus scrofa), gatti selvatici (Felis silvestris), donnole (Mustela nivalis), faìne (Martes foina), ghiri (Glis glis), istrici (Hystrix cristata), lepri, lontre (Lutrinae), martore (Martes), puzzole (Mustela putorius), ricci (Erinaceus europaeus), scoiattoli (Sciurus vulgaris), tassi (Meles meles), topi di campagna (Mus musculus), volpi (Vulpes vulpes) e diverse specie di uccelli sia stanziali che di passo, come tordi, merli (Turdus merula), pettirossi (Erithacus rubecula), aironi (Ardeidae), capinere (Sylvia atricapilla), cardellini (Carduelis carduelis), cinciallegre (Parus major), cuculi (Cuculus canorus), falchi campagnoli, ghiandaie (Garrulus glandarius), gufi (Asio otus), luì (Phylloscopus collybita), poiane (Buteo buteo), rigogoli (Oriolus oriolus), tortore (Streptopelia turtur), usignoli (Luscinia megarhynchos), etc.
In alcuni corsi d'acqua si ritrovano anche il tritone alpestre (Ichthyosaura alpestris) e il gambero di fiume (Austropotamobius pallipes).

## Flora
Predomina la caratteristica macchia mediterranea: l'80% della vegetazione circostante è composta da piante sempreverdi, prevalentemente boschi di castagni (Castanea sativa), querce (Quercus sp.), sughere (Quercus suber), lecci (Quercus ilex) e ginestre (Genisteae), ma anche corbezzolo (Arbutus unedo), fillirea (Phillyrea sp.), erica arborea (Erica arborea), mirto (Myrtus communis), ginepro (Juniperus), sambuco (Sambucus), etc; altre piante presenti in misura rilevante sono il cerro (Quercus cerris), il carpino bianco (Carpinus betulus) e nero (Ostrya carpinifolia), il corniolo (Cornus mas), il nespolo (Mespilus germanica), la rosa canina (Rosa canina), il rovo di mora (Rubus ulmifolius), peri (Pyrus pyraster) e meli selvatici (Malus sylvestris), il prugnolo (Prunus spinosa).
Alcune piante hanno anche funzione commestibile: ad esempio si possono raccogliere asparagi selvatici (Asparagus acutifolius), fragole (Fragaria vesca), more di rovo, corniole, corbezzole, bacche di ginepro, castagne e funghi eduli.